# Fairfield (Alabama)
Pour les articles homonymes, voir Fairfield.
Fairfield est une ville du comté de Jefferson aux États-Unis.

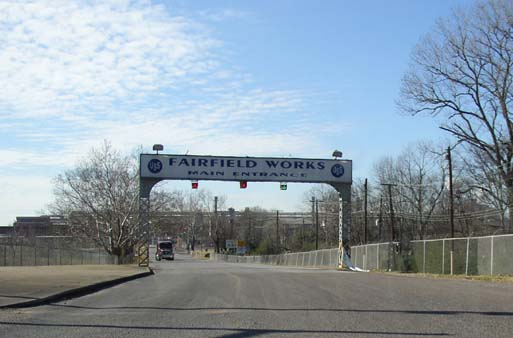
L'entrée principale du U.S. Steel Fairfield Works

La population était de 10 952 habitants en 2012.

## Démographie
| 1920  | 1930   | 1940   | 1950   | 1960   | 1970   | 1980   | 1990   |
| ----- | ------ | ------ | ------ | ------ | ------ | ------ | ------ |
| 5 003 | 11 059 | 11 703 | 13 177 | 15 816 | 14 369 | 13 242 | 12 200 |

| 2000   | 2010   | - | - | - | - | - | - |
| ------ | ------ | - | - | - | - | - | - |
| 12 381 | 11 117 | - | - | - | - | - | - |